# Marcin Kocik
Marcin Kocik (ur. 7 maja 1979 w Oleśnicy) – polski siatkarz, przyjmujący, reprezentant kraju, brązowy medalista mistrzostw Europy juniorów w 1995 roku; zawodnik leworęczny. Obecnie asystent trenera drużyny AZS Politechniki Warszawskiej.

## Kariera w piłce siatkowej

### Kariera klubowa
Karierę zawodniczą rozpoczynał w Olavii Oława. Potem trafił do występujących w ekstraklasie Czarnych Radom. W 1999 roku z radomskim zespołem wywalczył w Sosnowcu Puchar Polski. W latach 2002–2004 był zawodnikiem Skry Bełchatów. W 2004 roku przeszedł do AZS-u Częstochowa, z którym w 2005 roku zdobył brązowy medal mistrzostw Polski. W sezonie 2006/2007 był graczem beniaminka Polskiej Ligi Siatkówki, Jadaru Radom. W 2007 roku w tabeli końcowej ligi z radomianami uplasował się na 7. miejscu, a w 2008 – na 8. W latach 2010–2013 grał w zespole Czarnych Radom.

#### Sukcesy
- 3. miejsce w mistrzostwach Polski ze Skrą Bełchatów (2002)
- Finalista Pucharu Polski ze Skrą Bełchatów (2004)
- 3. miejsce w mistrzostwach Polski z AZS-em Częstochowa (2005)

### Kariera reprezentacyjna
W barwach biało-czerwonych w kategorii juniorów wywalczył brązowy medal Mistrzostw Europy, a także uczestniczył na Mistrzostwach Świata w Tajlandii. W 2000 roku rozegrał w seniorkiej reprezentacji 7 meczów. W 2006 roku znalazł się w dwudziestodwuosobowej kadrze narodowej (seniorów) na rozgrywki Ligi Światowej.